# Équipe de France de football à la Coupe du monde 1930
Vous lisez un « bon article » labellisé en 2013.
Pour un article plus général, voir Coupe du monde de football 1930.
L’équipe de France de football participe à la Coupe du monde de football de 1930 organisée en Uruguay du 13 au 30 juillet 1930. Pour sa première participation à la compétition, où elle ne part pas favorite, la France est éliminée au premier tour, terminant troisième du groupe 1 derrière l'Argentine et le Chili, et devant le Mexique.
La France n'accepte l'invitation à participer que le 19 mai, environ deux mois avant le début de la compétition, poussée par le président de la FIFA, le Français Jules Rimet. L'équipe, composée en majorité de jeunes joueurs ne comptant que peu de sélections à leur actif, effectue le voyage en bateau en compagnie des sélectionneurs Raoul Caudron et Jean Rigal et du soigneur M. Panosetti pour seul encadrement technique. Les deux semaines de traversée sont effectuées avec les sélections de Belgique et de Roumanie.
Les Français disputent l'un des deux matches d'ouverture contre le Mexique et s'imposent quatre buts à un, Lucien Laurent marquant le premier but de l'histoire de la Coupe du monde, puis s'inclinent deux fois par un but à zéro, d'abord contre l'Argentine puis contre le Chili.
En dépit de cette élimination, la presse française salue la prestation de l'équipe de France, malgré une couverture parcellaire de l'événement par celle-ci.

## Préparation de l’événement

### Contexte
Au sortir de la Première Guerre mondiale, deux fédérations omnisports gèrent la pratique du football en France, l'USFSA et le CFI, cette dernière s'occupant de l'équipe de France de football depuis 1912, rôle auparavant dévolu à l'USFSA. Sentant que le contrôle du football lui échappe, l'USFSA propose la création d'une fédération qui ne se consacrerait qu'au football, y compris l'équipe de France. La Fédération française de football association (FFFA) voit ainsi le jour en 1919 sous l'impulsion d'Henri Jevain, président de la Commission d'association de l'USFSA et de Jules Rimet. Le nouveau comité de sélection, présidé par M. Vuillaume, décide de nommer non pas un entraîneur à la tête de l'équipe, mais un manager, Gaston Barreau.
L'équipe de France gagne en homogénéité et en performance durant les années 1920, les meilleurs joueurs étant sélectionnés, bien que la sélection reste en majorité parisienne, les moyens de transport étant limités pour faire jouer les joueurs de province. L'équipe se montre capable du meilleur comme du pire, parvenant par exemple à battre pour la première fois les Anglais en 1921 et à battre régulièrement des équipes comme la Suisse ou la Belgique, mais aussi d'aligner entre 1922 et 1925 une série de quatorze défaites en dix-sept matches, contre des équipes comme la Hongrie, l'Autriche, la Tchécoslovaquie ou encore l'Espagne, et même d'encaisser une cinglante défaite en Hongrie treize buts à un en 1927. Le 10 juillet 1922, Jean Rigal remplace Vuillaume à la tête du comité de sélection pour améliorer les performances de l'équipe, mais les résultats tardent à venir. Aux Jeux olympiques, les performances sont mitigées, avec une demi-finale en 1920, un quart de finale en 1924 et un huitième de finale en 1928. Parallèlement à ces résultats en dents de scie et à cette organisation archaïque, Jules Rimet, alors président de la FFFA et de la FIFA, œuvre pour la création d'une Coupe du monde de football. Le projet est adopté le 26 mai 1928, et l'organisation de la première édition, en 1930, est confiée à l'Uruguay.
Au niveau des instances, la France est en retard par rapport aux autres pays, conservant l'amateurisme au sein du football alors que la majorité d'entre eux a déjà adopté le professionnalisme. De plus, il n'y a pas de championnat national, alors que de nombreux pays européens en organisent depuis au moins 1905, comme l'Angleterre, l'Écosse, l'Irlande du Nord, la Belgique, les Pays-Bas, l'Italie, la Suisse, la Hongrie, l'Allemagne et la Suède. Le football français est divisé en ligues régionales, les meilleurs joueurs français ne pouvant s'affronter qu'au cours de la Coupe de France, où les meilleurs clubs s'illustrent. Lors de l'édition 1929-1930, qui voit s'affronter en demi-finales l'Amiens AC, le RC France, le FC Sète et l'Olympique de Marseille, ils sont ainsi dix-huit internationaux français à prendre part aux rencontres,,.

### Qualification et sélection
Dans l'histoire de la Coupe du monde de football, cette première édition est la seule qui ne prévoit pas de phase qualificative, toutes les équipes affiliées à la FIFA étant invitées à prendre part à la compétition, avec le 28 février 1930 comme date limite d'inscription. Le nombre de places est alors limité à seize équipes. Cependant, tous les pays affiliés à la FIFA ne souhaitent pas participer, notamment les sélections européennes, pour différentes raisons. Devant le peu de motivation de ces équipes, la date limite d'inscription est repoussée à fin mai.

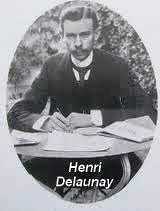
Henri Delaunay, secrétaire général de la FFF.

La France hésite à participer. Elle accepte l'invitation dans un premier temps, puis se désiste. Finalement, sous l'influence du président de la FIFA Jules Rimet, le bureau fédéral confirme la participation de la France à la Coupe du monde le 19 mai, à peine plus d'un mois avant le début de la compétition,. Sous la direction d'Henri Delaunay, le secrétaire général de la FFF, des moyens logistiques sont déployés pour organiser le voyage en Uruguay et former l'équipe. L'équipe de France reste alors sur un mauvais bilan avec neuf matches amicaux sans victoire en 1929 et en 1930, et il ne lui reste qu'un seul match amical de programmé à jouer avant le début du mondial, le 25 mai contre la Belgique au stade du Pont d'Ougrée à Liège. Plusieurs joueurs ayant effectué leurs débuts avec l'équipe de France dans l'année sont confirmés pour ce match, à l'image de Marcel Capelle, Marcel Pinel, Célestin Delmer et Jean Laurent. De plus, Capelle est associé en défense à Étienne Mattler, qui connaît sa première sélection, tandis que deux joueurs ne comptant aucune sélection sont appelés en tant que réservistes, André Tassin et Numa Andoire. D'autre part, Marcel Langiller, non sélectionné depuis plus de deux ans, est rappelé pour la rencontre. Grâce à un doublé de Pinel, la France s'impose deux buts à un, après plus d'un an sans victoire. Devant cette bonne performance et une équipe naissante, tous ces joueurs sont sélectionnés pour la Coupe du monde par le comité de sélection, composé de Raoul Caudron, Jean Rigal et Maurice Delanche. Avec eux, quatre autres joueurs ayant récemment débuté avec l'équipe de France sont appelés, Lucien Laurent, Ernest Libérati, Edmond Delfour et Émile Veinante. Augustin Chantrel et André Maschinot complètent la sélection avec des habitués, le gardien Alexis Thépot, appelé depuis 1927, et le capitaine Alexandre Villaplane, qui a pris part à presque toutes les rencontres depuis 1926.
Comme les joueurs sont encore amateurs, Rimet et Delaunay multiplient les démarches et doivent lutter auprès des employeurs des joueurs pour qu'ils les libèrent pendant la durée du voyage et de la compétition, soit environ deux mois. Ainsi, l'administration des douanes accorde à Thépot un congé exceptionnel, Capelle bénéficie d'un sursis pour sa période militaire et une intervention auprès du Quai d'Orsay permet au soldat Pinel d'être officiellement délégué en mission spéciale auprès du consul de France à Montevideo. Par contre, le manager technique Gaston Barreau, ne pouvant se libérer de ses obligations à l'Académie de musique, ne peut pas accompagner l'équipe de France et doit se résoudre à voir partir la sélection sans lui, la mort dans l'âme.

### Voyage et séjour

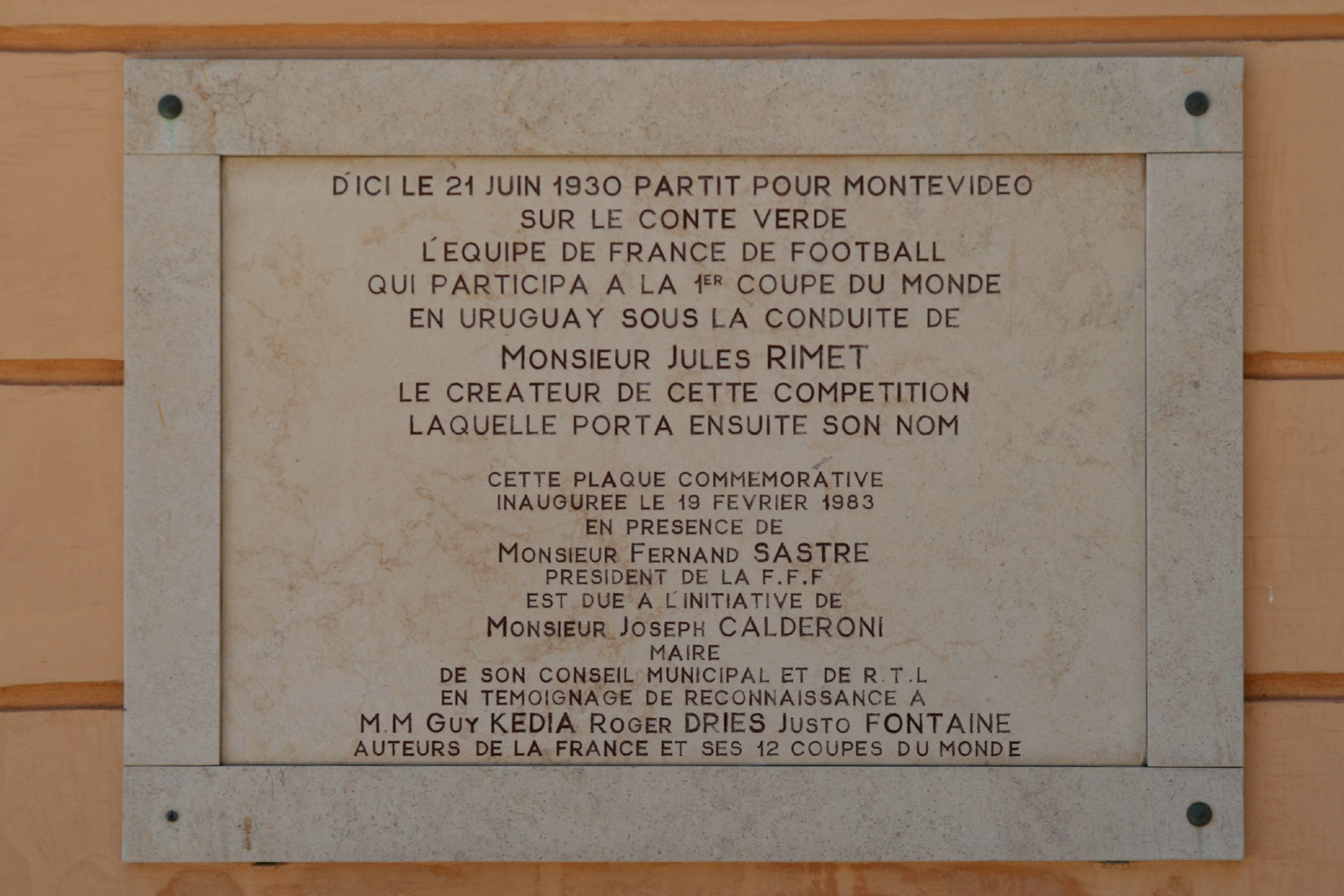
Plaque commémorant le départ de l'équipe de France de Villefranche-sur-Mer le 21 juin 1930.

Les Français font le voyage vers l'Uruguay à bord du SS Conte Verde, un bateau italien de la Blue Star Line long de 170 mètres et large de 22 mètres, en compagnie des sélections belge et roumaine. L'équipe de France doit embarquer à Villefranche-sur-Mer, dans les Alpes-Maritimes, le 21 juin. Ils prennent le train Paris-Villefranche le 20 juin à 19 heures 30 pour monter le lendemain à bord de la vedette Emile-Paris qui emmène les joueurs à bord du SS Conte Verde, parti de Gênes en Italie avec à son bord l'équipe roumaine. Les Belges montent ensuite sur le bateau à Barcelone le lendemain, avant que celui-ci ne fasse des escales à Lisbonne, à Madère, aux îles Canaries puis à Rio de Janeiro, où la sélection brésilienne prend place sur le navire le 29 juin. Ces équipes sont accompagnées entre autres de Jules Rimet, qui voyage avec sa fille et le trophée en or de la compétition, et des trois arbitres européens invités à arbitrer les matches, les Belges Henry Christophe et John Langenus, et le Français Thomas Balvay.

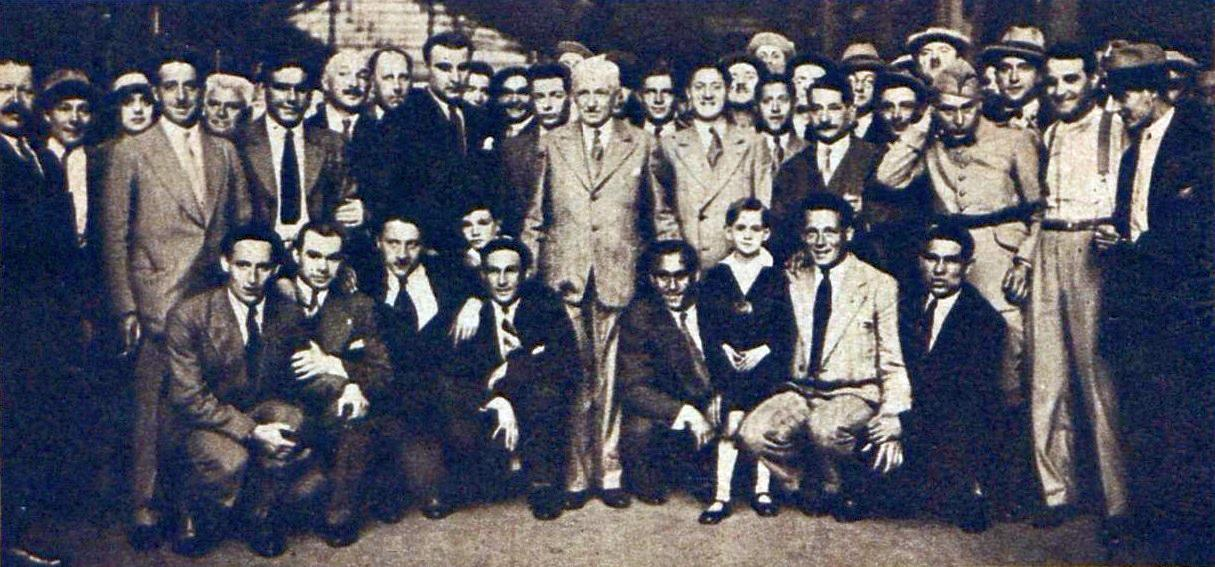
Jules Rimet et l'équipe de France en partance pour Montevideo.

Le voyage s'effectue dans une atmosphère bon enfant, seuls quelques joueurs se plaignant de ne pas pouvoir se préparer normalement en raison du manque d'espace sur le pont et dans la salle de gymnastique,. Les joueurs effectuent des séances physiques et d'échauffements afin de garder la forme. Le SS Conte Verde, accueilli par plus de 10 000 Uruguayens, arrive à Montevideo le 4 juillet après quatorze jours de traversée.
Une fois sur place, les Français sont logés au Club House du Rowing de Montevideo. Ils y disposent d'une chambre pour trois joueurs avec une salle de bain équipée d'une douche. Le Club House possède une salle d'escrime, un fronton de pelote basque, une salle de culture physique, un terrain de basket, des courts de tennis et un terrain de football. Une fois sur place, les Français se préparent idéalement en battant la Roumanie par cinq buts à deux lors d'un match entrainement.
Pour le retour, l'équipe de France voyage à bord du transatlantique Duillo avec l'équipe de Belgique. Le bateau fait escale à Rio de Janeiro, à Santos, à Barcelone puis à Villefranche-sur-Mer.

## Joueurs et encadrement
La sélection compte seize joueurs : deux gardiens, trois défenseurs, cinq milieux et six attaquants. Elle est particulièrement jeune, avec une moyenne d'âge autour des 23 ans et 6 mois. Le plus jeune est Marcel Pinel, tout juste 22 ans au début de la compétition, alors que le plus vieux est André Tassin, âgé de 28 ans et 4 mois. Les joueurs sont assez inexpérimentés sur le plan international. En effet, la majorité d'entre eux compte moins de cinq sélections, et seuls deux joueurs ont déjà porté le maillot de l'équipe de France à plus de dix reprises, à savoir Alexis Thépot et le capitaine Alexandre Villaplane. De même, le meilleur buteur de l'équipe est alors Pinel, qui n'a pourtant marqué que deux buts en sélection. Bien que sélectionné, Numa Andoire ne portera jamais le maillot de l'équipe de France.
Les joueurs appartiennent majoritairement aux clubs des deux plus importantes Ligues de l'époque, la Ligue de Paris et la Ligue du Nord : cinq au RC France, deux au Red Star Olympique, deux à l'Amiens AC, un au CA Sports généraux et un à l'Excelsior Roubaix. Pour les autres joueurs, quatre appartiennent au FC Sochaux et un à l'OGC Nice.
Les joueurs sont accompagnés de Raoul Caudron et Jean Rigal, deux des trois membres du comité de sélection avec Maurice Delanche, qui lui reste en France, et du soigneur M. Panosetti. Le manager technique Gaston Barreau, ne pouvant se libérer de ses obligations à l'Académie de musique, n'effectue pas non plus le voyage,.

## Compétition

### Format et tirage au sort
Les équipes sont réparties en trois groupes de trois sélections et un groupe de quatre sélections, disputés en tournoi toutes rondes. Le vainqueur de chaque groupe se qualifie alors pour la phase finale, jouée en matches à élimination directe. En phase de groupe, deux points sont attribués pour une victoire, un point pour un match nul et aucun pour une défaite. Le tirage au sort place la France dans le groupe 1 avec le Mexique, l'Argentine et le Chili.

### Premier tour

#### France-Mexique
Le 13 juillet 1930 à 15 heures, sous quelques flocons de neige, la France et le Mexique s'affrontent pour l'un des deux matches d'ouverture de la compétition. La rencontre, disputée à l'Estadio Pocitos, est arbitrée par l'Uruguayen Domingo Lombardi devant 4 444 spectateurs. La France s'aligne en 2-3-5, avec Alexis Thépot dans les buts, Marcel Capelle et Étienne Mattler en défense, Augustin Chantrel, Marcel Pinel et le capitaine Alexandre Villaplane au milieu, et Ernest Libérati, Edmond Delfour, André Maschinot, Lucien Laurent et Marcel Langiller en attaque, de droite à gauche.
« Quand j'ai marqué ce but, j'ai eu une joie simple, celle d'un buteur normal avec ses coéquipiers. On a dû tout juste s'embrasser ou se taper dans la main avant de reprendre le jeu. Sur le coup, je ne me suis même pas posé la question de savoir si c'était le premier but du Mondial. Je n'ai pas réalisé. »
— Lucien Laurent à propos de son but.
À la 19e minute de jeu, le Français Laurent devient le premier buteur de l’histoire de la Coupe du monde, en reprenant de volée un centre de Libérati, qui en devient le premier passeur décisif,. Un peu avant la demi-heure de jeu, le gardien Thépot se blesse et ne peut pas continuer la partie. Comme les remplacements n'existent pas, il doit céder sa place au milieu Chantrel.
Malgré ce coup du sort qui place la France en infériorité numérique durant plus d'une heure avec de surcroît un joueur de champ dans les buts, les Mexicains ne parviennent pas à renverser la tendance. Au contraire, les Français ajoutent deux buts peu avant la mi-temps. À la 40e minute de jeu, Mattler adresse une passe à l'ailier gauche Langiller, qui déborde, frappe et marque. Deux minutes plus tard, Maschinot porte l'écart à trois buts à la suite d'une passe de Delfour. L'inter mexicain Juan Carreño réduit tout de même l'écart à la 70e minute de jeu, avant que la France ne marque un quatrième but par Maschinot, qui réalise un doublé en reprenant un centre de la gauche de Langiller, scellant la victoire de la France.
| Sélectionneur : |
| Caudron         |

| Sélectionneur : |
| Luque           |

| Sélectionneur : |
| Caudron         |

| Sélectionneur : |
| Luque           |

#### France-Argentine

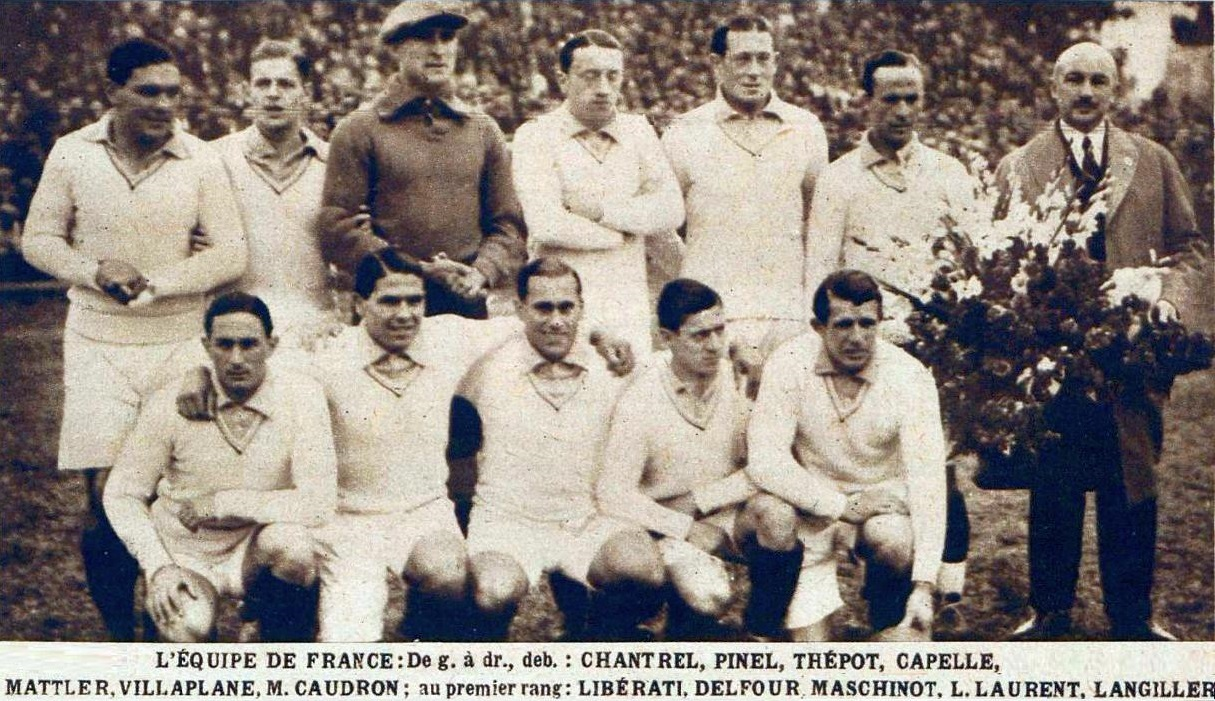
L'équipe de France opposée à l'Argentine.

Deux jours plus tard, à 16 heures, la France est opposée à l'Argentine, favorite du groupe et de la compétition. Le match, arbitré par le Brésilien Gilberto de Almeida Rêgo, a lieu à l'Estadio Gran Parque Central devant 23 409 spectateurs. La France aligne la même équipe que lors du premier match, le gardien Alexis Thépot retrouvant sa place dans les buts après s'être blessé contre le Mexique. Dans les tribunes, les spectateurs uruguayens décident de soutenir les Français, à cause de la rivalité opposant les équipes d'Argentine et d'Uruguay.
Dès la 2e minute de jeu, Lucien Laurent est sévèrement taclé à la cheville par le rugueux milieu argentin Luis Monti. De plus, la blessure de Thépot se réveille en première mi-temps. Tous deux restent sur la pelouse, bien que diminués pour le reste du match. Malgré la différence de niveau existant entre Français et Argentins, ces derniers ne parviennent pas à marquer, grâce notamment à Thépot, qui, malgré sa blessure, se montre impérial dans les buts.
Finalement, la France s'incline à dix minutes de la fin sur un coup franc de trente mètres de Monti, consécutif à une faute de Marcel Capelle sur Evaristo. Alors que les Français attaquent pour égaliser, Marcel Langiller étant sur le point de se procurer une occasion, l'arbitre siffle la fin du match, alors qu'il reste six minutes à jouer dans le temps réglementaire, provoquant la colère des joueurs français et des spectateurs. Après le retrait des deux équipes, le terrain est envahi par les spectateurs indignés, la police montée devant intervenir pour les faire évacuer. L'un des arbitres de touche finit par convaincre l'arbitre de son erreur, et celui-ci rappelle les joueurs, alors que ceux-ci sont dans le vestiaire, certains étant même déjà sous la douche. Les deux équipes reviennent sur la pelouse pour jouer les six dernières minutes du match, mais le score ne change pas, malgré un tir sur le poteau d'Edmond Delfour. Grâce à leur performance honorable et à cette fin de match épique, les Français sortent tout de même sous l'ovation des spectateurs uruguayens. Les Argentins protestent auprès de l'organisation à la suite de cet incident, et menacent même de se retirer de la compétition,.
| Sélectionneur :  |
| Francisco Olazar |

| Sélectionneur : |
| Caudron         |

| Sélectionneur :  |
| Francisco Olazar |

| Sélectionneur : |
| Caudron         |

#### France-Chili

Le Chili bat la France un but à zéro sur un but de Guillermo Subiabre.

La France n'est pas encore éliminée malgré sa défaite contre l'Argentine. Elle doit battre le Chili et espérer une défaite des Argentins contre les Chiliens ou les Mexicains lors des deux derniers matches du groupe pour avoir encore une chance de qualifier. Le match se déroule au Stade Centenario le 19 juillet à 12 h 50 devant seulement 2 000 spectateurs, alors qu'ils seront plus de 42 000 deux heures plus tard pour voir Argentine-Mexique. Ce faible chiffre constitue même la plus faible affluence officielle de l'histoire la Coupe du monde. L'arbitre du match est l'Uruguayen Anibal Tejada, qui arbitre son deuxième match après Yougoslavie-Brésil dans le groupe 2.
Le sélectionneur Raoul Caudron opère deux changements par rapport aux deux premiers matches. Le demi centre Marcel Pinel passe avant centre à la place d'André Maschinot, Célestin Delmer prenant le poste de demi centre. De plus, Émile Veinante remplace Lucien Laurent au poste d'inter gauche.
Le match est équilibré. Le Chili obtient un penalty à la demi-heure de jeu, mais Alexis Thépot arrête le tir du demi centre Guillermo Saavedra, devenant le premier gardien de l'histoire de la Coupe du monde à arrêter un penalty. En revanche, il finit par être battu par Guillermo Subiabre à l'heure de jeu, sur un but marqué de la tête. La France ne parvient pas à égaliser dans la dernière demi-heure de jeu et est éliminée. L'Argentine battant le Mexique dans la foulée, les Français terminent troisièmes du groupe avec une victoire et deux défaites, quatre buts marqués et trois encaissés.
| Sélectionneur : |
| György Orth     |

| Sélectionneur : |
| Caudron         |

| Sélectionneur : |
| György Orth     |

| Sélectionneur : |
| Caudron         |

#### Classement
| Rang | Équipe    | Pts | J | G | N | P | Bp | Bc | Diff |  | Résultats (▼ dom., ► ext.) |  |     |     |     |
| ---- | --------- | --- | - | - | - | - | -- | -- | ---- |  | -------------------------- |  | --- | --- | --- |
| 1    | Argentine | 6   | 3 | 3 | 0 | 0 | 10 | 4  | +6   |  | Argentine                  |  | 3-1 | 1-0 | 6-3 |
| 2    | Chili     | 4   | 3 | 2 | 0 | 1 | 5  | 3  | +2   |  | Chili                      |  |     | 1-0 | 3-0 |
| 3    | France    | 2   | 3 | 1 | 0 | 2 | 4  | 3  | +1   |  | France                     |  |     |     | 4-1 |
| 4    | Mexique   | 0   | 3 | 0 | 0 | 3 | 4  | 13 | -9   |  | Mexique                    |  |     |     |     |

### Statistiques
Le sélectionneur Raoul Caudron n'opère que peu de changements dans la composition de l'équipe lors des trois matches de la France, d'autant plus les remplacements en cours de partie ne sont alors pas autorisés. Huit joueurs disputent l'intégralité des trois matches : Capelle, Chantrel, Delfour, Langiller, Libérati, Mattler, Pinel et Villaplane, auxquels s'ajoute Thépot, qui bien que titulaire lors des trois matches ne dispute pas l'intégralité du match contre le Mexique à cause d'une blessure. L. Laurent et Maschinot disputent deux matches tandis que Delmer et Veinante prennent part à une rencontre. Andoire, J. Laurent et Tassin ne disputent aucun match. D'ailleurs, Andoire, bien que sélectionné pour cette Coupe du monde, ne disputera aucun match avec l'équipe de France.
La France inscrit quatre buts dans le tournoi, tous contre le Mexique. L'avant centre André Maschinot inscrit un doublé tandis que l'ailier gauche Marcel Langiller et l'inter gauche Lucien Laurent marquent chacun un but. Maschinot et Laurent marquent leur premier but en sélection, alors que Langiller avait déjà marqué contre l'Angleterre en 1928 lors d'une défaite cinq buts à un.
| Joueur               |    |    |    | TT  | MJ | But inscrit |
| -------------------- | -- | -- | -- | --- | -- | ----------- |
| Gardiens             |    |    |    |     |    |             |
| André Tassin         |    |    |    | 0   | 0  |             |
| Alexis Thépot        | 26 | 90 | 90 | 206 | 3  |             |
| Défenseurs           |    |    |    |     |    |             |
| Numa Andoire         |    |    |    | 0   | 0  |             |
| Marcel Capelle       | 90 | 90 | 90 | 270 | 3  |             |
| Étienne Mattler      | 90 | 90 | 90 | 270 | 3  |             |
| Milieux              |    |    |    |     |    |             |
| Augustin Chantrel    | 90 | 90 | 90 | 270 | 3  |             |
| Célestin Delmer      |    |    | 90 | 90  | 1  |             |
| Jean Laurent         |    |    |    | 0   | 0  |             |
| Marcel Pinel         | 90 | 90 | 90 | 270 | 3  |             |
| Alexandre Villaplane | 90 | 90 | 90 | 270 | 3  |             |
| Attaquants           |    |    |    |     |    |             |
| Edmond Delfour       | 90 | 90 | 90 | 270 | 3  |             |
| Marcel Langiller     | 90 | 90 | 90 | 270 | 3  | 1           |
| Lucien Laurent       | 90 | 90 |    | 180 | 2  | 1           |
| Ernest Libérati      | 90 | 90 | 90 | 270 | 3  |             |
| André Maschinot      | 90 | 90 |    | 180 | 2  | 2           |
| Émile Veinante       |    |    | 90 | 90  | 1  |             |

## Aspects socio-économiques
Cette édition de la Coupe du monde trouve un faible écho dans les médias en France. D'une part en raison de l'intérêt relatif que la presse française porte au football, et d'autre part car peu de journaux envoient un correspondant à Montevideo à cause des moyens de transmission, trop coûteux ou trop rudimentaires pour justifier l’expédition de longs commentaires. Le Miroir des Sports, dirigé par Gabriel Hanot, ancien international reconverti journaliste, met ainsi à profit deux joueurs pour écrire des articles, Marcel Pinel et Augustin Chantrel. Ils ne signeront même pas leurs papiers. Match couvre également l'événement de manière succincte, par l'intermédiaire du journaliste Marcel Rossini. Dans son numéro du 22 juillet, une demi-page est accordée pour parler du premier tour de la compétition. Les trois matches de la France sont résumés, sans même donner les compositions des équipes, puis les résultats des autres groupes sont simplement évoqués. À l'inverse, une pleine page est donnée à Chantrel, également engagé par Match, pour raconter la traversée de l'équipe de France à bord du SS Conte Verde.

## Bilan et après Coupe du monde
Si l'équipe de France ne réussit pas à passer la phase de groupe, elle montre face à l'Argentine qu'elle est capable de tenir tête à une formation qui lui est bien supérieure techniquement et tactiquement. À la fin de la compétition, la sélection reste quelque temps en Amérique du Sud, et dispute un match amical contre le Brésil le 1er août. Une nouvelle fois, la France fait jeu égal avec l'une des meilleures équipes mondiales, ne concédant qu'une défaite trois buts à deux après avoir mené deux buts à zéro grâce à un doublé de Delfour. Cette rencontre n'est toutefois pas homologuée par la FFF bien qu'elle le soit par la Confédération brésilienne.
Quatre ans plus tard, seuls six joueurs seront de nouveaux sélectionnés pour la Coupe du monde 1934 : Thépot, Delmer, Delfour, Veinante, Mattler et L. Laurent. Alors que la plupart des joueurs ne possédaient que quelques sélections avant la compétition et que la majorité d'entre eux n'en connaissent plus que quelques-unes après le tournoi, plusieurs joueurs profitent tout de même de cette Coupe du monde pour s'imposer dans l'équipe. Thépot continue ainsi de garder les buts de l'équipe de France une vingtaine de fois supplémentaires jusqu'en 1935. En défense, Mattler, une seule sélection avant la compétition, devient le pilier de l'arrière-garde française. Appelé jusqu'en 1940, il porte le record de sélections à quarante-six matches, dont quatorze en tant que capitaine,. De même, Veinante sera sélectionné jusqu'en 1940, marquant en tout quatorze buts avec la France. Deux autres attaquants deviendront essentiels à l'équipe, Delfour et Langiller, tous deux sélectionnés à plus de trente reprises dans leur carrière,.
En dehors des terrains, le capitaine Alexandre Villaplane tournera mal. Lors de la Seconde Guerre mondiale, après avoir arrêté sa carrière de footballeur, il rejoint la Gestapo française, puis obtient le grade de Untersturmführer. Arrêté le 24 août 1944, il est condamné à mort par la cour de justice de la Seine pour haute trahison, intelligence avec l'ennemi, meurtres et actes de barbarie, et est fusillé le 27 décembre au fort de Montrouge. Au contraire, son coéquipier Etienne Mattler, qui reprendra le brassard de capitaine des Bleus lors de la Coupe du monde de football 1938, entrera dans la Résistance en 1942 et sera arrêté et torturé en 1944 par la Gestapo, échappant de peu à la déportation.
Lorsque la France devient championne du monde en 1998 pour la première fois de son histoire, le seul joueur de la sélection encore en vie est Lucien Laurent, le premier buteur de l'histoire de la Coupe du monde. Il est invité pour le match d'ouverture opposant le Brésil à l'Écosse, mais il ne l'est pas pour la finale entre la France et le Brésil. En 2002, lors d'une interview où on lui demande quel est son meilleur souvenir de l'histoire de la Coupe du monde, il répond modestement « La victoire de la France [en 1998]. Mon but, ma foi, ça arrive à tout le monde de marquer un but. »,.